# Kreuzenstraße (Heilbronn)
Die Kreuzenstraße liegt in der nördlichen Innenstadt von Heilbronn und verbindet im Süden die Kreuzung Buren-/Neckarsulmer und Paulinenstraße, bis sie im Norden an der Hausnummer Nr. 108 einen Bogen nach rechts macht und dort in einen Feldweg mündet. Sie läuft rechtsseitig parallel zur Frankenbahn. Das Gewerbegebiet Neckarsulmer Straße wurde 2009 in Gewerbegebiet Kreuzenstraße umbenannt.

## Namensherkunft
Die Kreuzenstraße wurde nach historischen Steinkreuzen benannt, die sich hier einst auf einem Kreuzacker als Steinkreuznest befanden. In einem Markungsplan von 1734 war das Steinkreuznest vor dem Sülmertor in Heilbronn eingezeichnet. Ein letztes noch existierendes Steinkreuz aus dem ansonsten verschwundenen Steinkreuznest befindet sich heute vor dem Eingang des Krankenhauses Gesundbrunnen im Stadtteil Neckargartach.

## Bauwerke
- Die beiden Steinhauer Johann und Anton Schneider ließen 1888 das ehemalige Doppelwohnhaus erbauen, das 1933 durch Friedrich Hampp und Paul Wiesberg eine Vergrößerung des Abortgruben erhielt.[6]
- In der Kreuzenstraße 62 befand sich von 1885 bis 1987 die Treppen-Eber GmbH & Co.[7]
- Das ehemalige Haus Nr. 98 wurde 1992 abgebrochen.[8]